# Tolsteegbarrière
De Tolsteegbarrière is een overkluizing aan het zuidelijk einde van de Oudegracht. Samen met de Tolsteegbrug over de Stadsbuitengracht (singel) vormt het een klein plein in het uiterste zuiden van de Binnenstad van Utrecht. Het plein is gelegen aan het eind van de Oudegracht. Het plein wordt in de volksmond vaak aangeduid als Ledig Erf, dit is echter de naam van de straat aan de overkant van de singel.
Het plein verbindt het Museumkwartier met de Watervogelbuurt. Aan het plein liggen de cafés Ledig Erf en De Poort. In de op het plein uitmondende Twijnstraat zijn ook nog enkele kroegen en eetcafés te vinden. Aan de Tolsteegbrug was vroeger het politiebureau Tolsteeg gestationeerd, het politiebureau van Utrecht-Oost en Utrecht-Zuid. Tegenwoordig is in hetzelfde gebouw het filmhuis annex restaurant Louis Hartlooper Complex gevestigd.
Het plein is in trek bij de Utrechtse bevolking. Het is een pleintje met een stadse en volkse ambiance. In de zomer is het plein drukbezocht vanwege de drie grote terrassen die er te vinden zijn.
Vanaf de middeleeuwen tot circa 1845 bevond zich hier de zuidelijke toegang tot de stad.